# John Myers O'Hara
John Myers O'Hara (1870–1944) est un poète américain.

## Biographie
Né à Cedar Rapids, Iowa dans une famille aisée originaire de Chicago, il étudie à Northwestern University, Evanston, Illinois. Il est admis au barreau et officie à Chicago pendant douze ans. Puis il s'installe à New York, où il devient broker à Wall Street et écrit de la poédie. Lors du Krach de 1929, O'Hara et toute sa famille sont ruinés, mais il continue de travailler dans une brokerage house (en) et d'écrire et publier de la poésie.
En plus d'écrire ses propres poèmes, O'Hara traduit des œuvres d'auteurs grecs, latins et français, par exemple les Poems of Sappho (1907) qui rencontrent un bon accueil critique. Il publie Xochicuicatl...: Flowersongs of Anahuac (1940) et Poems of Ming Wu (1941), qui, quoique présentés comme de simples traductions, étaient des œuvres originales. Ses publications de poésie, comme Songs of the Open (1909), Pagan Sonnets (1913), Manhattan (1915), Threnodies (1918) et Embers (1921), sont bien reçues.
O'Hara faisait partie des cercles poétiques de son temps et entretenait une correspondance suivie avec de nombreuses femmes poètes comme Sara Teasdale, Corinne Roosevelt Robinson, Jessie Belle Rittenhouse, Blanche Shoemaker Wagstaff et Leonora Speyer.
La première strophe de son poème Atavism (1902) a été utilisée en épigraphe par Jack London pour le premier chapitre de L'Appel de la forêt (The Call of the Wild) :

 Old longings nomadic leap,

 Chafing at custom’s chain;

 Again from its brumal sleep

 Wakens the ferine strain.

 D'anciens désirs nomades s'élancent,

 Tirent sur les chaînes de la coutume ;

 Sorti de son hivernale dormance

 L’instinct sauvage se rallume.

## Œuvres
- Hellas the Immortal, Portland (Maine), Smith and Sale, 1932  — contient les traductions : Prayer on the Acropolis, de Ernest Renan, Athens, de Charles Maurras, Sparta, de Maurice Barrès, Delos, de Jacques de Lacretelle